# Gettin' Jiggy wit It
Gettin' Jiggy wit It è un singolo del rapper statunitense Will Smith, pubblicato il 27 gennaio 1998 come terzo estratto dal primo album in studio Big Willie Style.

## Descrizione
Il brano campiona una parte della canzone delle Sister Sledge He's the Greatest Dancer. Il disco è stato per tre settimane in vetta alla Billboard Hot 100 dal 14 marzo 1998. La canzone ha inoltre vinto un Grammy Award nel 1999 come "miglior performance rap".
La canzone è stata scritta dal rapper Nas.

## Tracce
1. Gettin' Jiggy wit It (Album Version) – 3:50
2. Gettin' Jiggy wit It (DJ Scratch Remix) – 3:20
3. Gettin' Jiggy wit It (So So Def Remix) – 3:35
4. Gettin' Jiggy wit It (DJ Scratch Remix Instrumental) – 3:18

## Classifiche
| Classifica (1998) | posizione più alta |
| ----------------- | ------------------ |
| Svizzera          | 12                 |
| Austria           | 26                 |
| Francia           | 15                 |
| Paesi Bassi       | 7                  |
| Belgio            | 10                 |
| Svezia            | 4                  |
| Finlandia         | 9                  |
| Norvegia          | 5                  |
| Australia         | 6                  |
| Nuova Zelanda     | 6                  |
| Italia            | 5                  |
| UK                | 3                  |
| Canada            | 5                  |
| Billboard Hot 100 | 1                  |